# Сражение в Эресунне
Сражение в Эресунне — морское сражение датско-шведской войны 1658—1660 годов (и Северной войны 1655—1660 годов), состоявшееся 29 октября (8 ноября) 1658 года в проливе Эресунн, севернее Копенгагена между шведским флотом и союзными датским и нидерландским флотами. Союзный флот одержал победу над шведским и вынудил последний снять блокаду Копенгагена.

## Предыстория
Когда Дания вступила в Северную войну 1655—1660 годов и начала боевые действия против Швеции, то шведский король Карл X Густав быстро разбил датские войска, оккупировал почти всю Данию и вынудил её подписать Роскилльский мир. Однако шведский король желал вообще стереть Данию с карты Европы, и в том же году началась новая датско-шведская война. Так как шведская армия не покинула Данию после подписания мира, то практически сразу оказалась оккупированной вся датская территория за исключением столицы государства — Копенгагена. Потерпев неудачу при попытке взятия города приступом, шведы начали осаду, надеясь принудить его к сдаче голодом.
Ещё со времён англо-голландской войны Нидерланды были союзником Дании. Опасаясь угрозы для своих торговых позиций на Балтике в случае, если Балтийское море превратится в «Шведское озеро», они отправили флот на помощь датчанам. Нидерландский лейтенант-адмирал Якоб ван Вассенар получил от великого пенсионария Ян де Витта весьма сложно составленный приказ, и попросил объяснить его суть в нескольких словах, на что получил ответ: «Спасите Копенгаген, и набейте физиономию любому, кто попытается вам помешать». Под «любым» имелся в виду британский флот, так и не рискнувший вмешаться.

## Сражение
8 ноября нидерландский флот, состоявший из 41 корабля с 1413 орудиями на них, встретил в Эресунне севернее Копенгагена шведский флот из 45 кораблей с 1838 орудиями. Противный северный ветер помешал датскому флоту, состоявшему из 7 кораблей с 280 орудиями, прийти на помощь своему нидерландскому союзнику, и датчане были вынуждены оставаться лишь зрителями сражения.
Шведский флот агрессивно пошёл в атаку, однако нидерландский флот сумел занять наветренное положение. Несмотря на то, что в ожесточённом бою погиб командовавший нидерландским авангардом вице-адмирал Витте де Вит, чей корабль налетел на мель и был окружён шведами, нидерландский флот сумел выиграть битву и вынудить шведский флот прекратить блокаду Копенгагена.
После битвы ван Вассенар подвергся на родине сильной критике из-за того, что он придерживался пассивной позиции, лишь отбивая атаки шведов. В действительности у него был приступ подагры и он почти полностью передал командование своему флаг-капитану Эгберту Бартоломеусу Кортенару, который и стал настоящим героем этой битвы.

## Последствия
После снятия морской блокады осада Копенгагена с суши становилась бессмысленной. Попытка штурма города завершилась неудачей, а весной 1659 года пришёл второй голландский флот под командованием адмирала де Рюйтера, который перерезал шведские линии снабжения, в результате чего шведам пришлось снять осаду.